# 9th Infantry Division (Vereinigte Staaten)
Die 9th Infantry Division (deutsch 9. US-Infanteriedivision; Beiname „Old Reliables“) war eine Division der United States Army. Obwohl sie im Jahr 1918, in Fort Sheridan/Alabama, während des Ersten Weltkrieges aufgestellt wurde, kam sie nicht mehr zum Einsatz auf dem europäischen Kriegsschauplatz in Übersee. Während des Zweiten Weltkrieges und des Vietnamkrieges stellte die 9. US-Infanteriedivision einen bedeutenden militärischen Verband dar, der an zahlreichen Schlachten beteiligt war. In der Friedenszeit war sie von 1947 bis 1962 in Fort Dix/New Jersey und in Fort Carson/Colorado stationiert und später in der Zeit von 1972 bis 1991 als „active-duty infantry division“ in Fort Lewis/Washington. Im Dezember 1991 wurde die Division außer Dienst gestellt.

## Geschichte

### Zweiter Weltkrieg

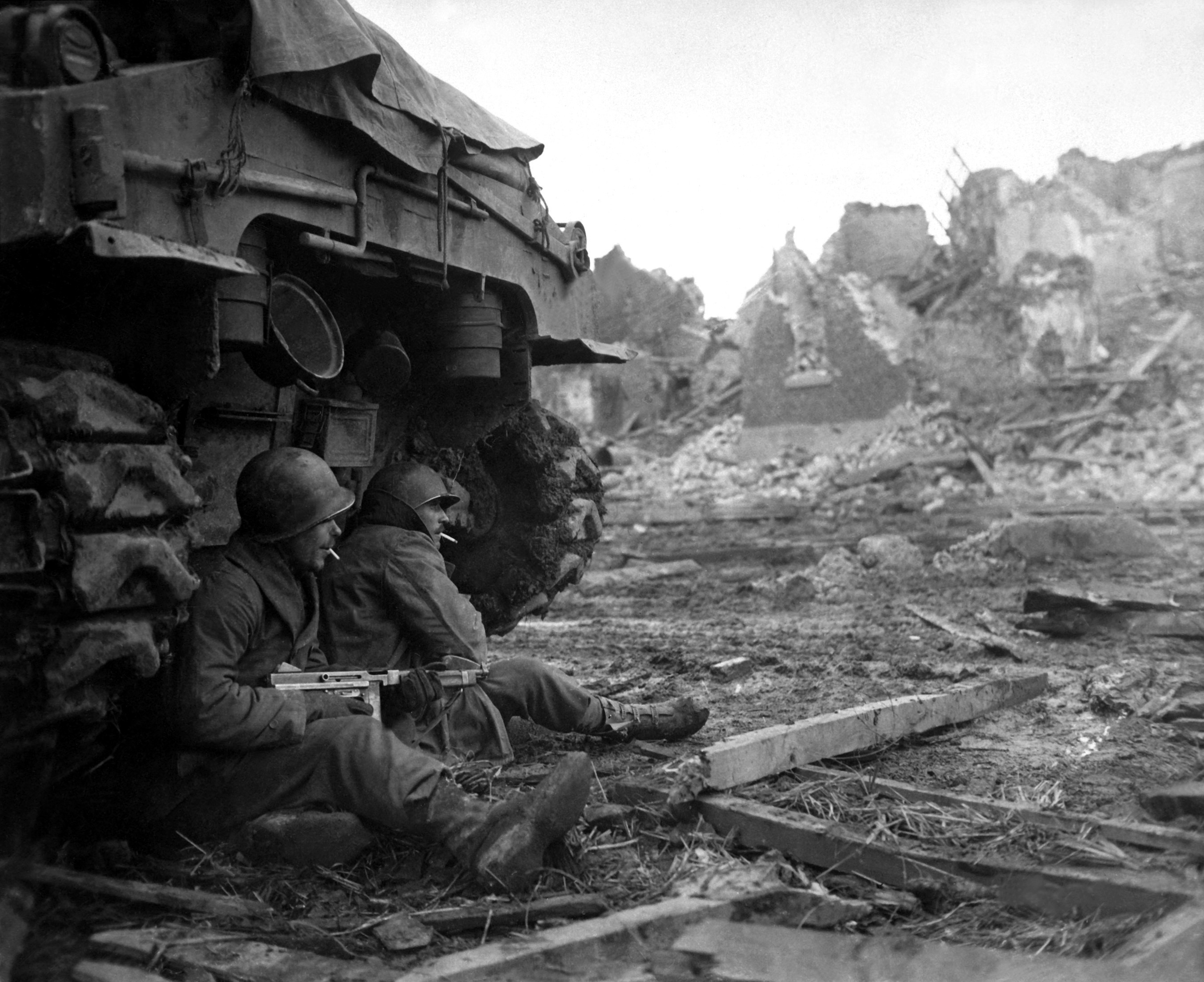
GIs des 36th Infantry Regiment im Dezember 1944

Während des Zweiten Weltkriegs war die 9th Infantry Division einer der ersten Verbände des US-Heeres, der in Bodenoperationen eingesetzt wurde. Ihr erster Einsatz war am 8. November 1942 in Nordafrika (Operation Torch). Im Rahmen des Tunesienfeldzuges kämpfte die Division bei Algier, Safi und Port Lyautey. Safi war die erste Stadt in Nordafrika, die von den Alliierten befreit wurde. Nachdem der Widerstand der örtlichen Vichy-Truppen zusammenbrach, patrouillierte die Division an der Grenze zu Spanisch-Marokko. Im Februar 1943 kehrte sie nach Tunesien zurück. Am 28. März 1943 begann ein Angriff in Südtunesien, der am 7. Mai in den Kämpfen nördlich von Bizerta gipfelte.

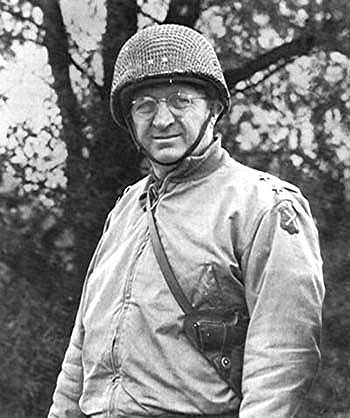
Manton S. Eddy

Im August 1943 landete die Division in Palermo, Sizilien, und trug zur Einnahme von Randazzo und Messina teil. Danach wurde sie nach Großbritannien verlegt, um sich auf die Landung in der Normandie vorzubereiten. Am 10. Juni 1944 (D+4) landete sie am Utah Beach, trennte die Cotentin-Halbinsel ab und kämpfte in Cherbourg um die stark befestigten Hafenanlagen. Nach einer kurzen Auffrischungsphase im Juli nahm sie am Durchbruch bei Saint-Lô und an der Schließung des Kessels von Falaise teil. Wenig später überquerte sie die Marne und stieß bis nach Saarlautern (heute Saarlouis) vor. Im November/Dezember 1944 hielt sie Verteidigungsstellungen von Monschau bis Losheim. Während der Schlacht im Hürtgenwald erlitt sie hohe Verluste. Nördlich von Bergrath griff sie am 10. Dezember 1944 die Rur an und nahm bei Düren die beiden Orte Echtz und Schlich ein. Von Mitte Dezember bis Januar 1945 hielt die Division erneut eine Abwehrstellung, die von Kalterherberg nach Elsenborn verlief. Am 30. Januar 1945 stieß die 9. US-Infanterie Division von Monschau über die Rur nach Westen vor und überquerte am 7. März 1945 den Rhein über die Ludendorff-Brücke bei Remagen. Nach dem Ausbruch aus dem Brückenkopf von Remagen war die Division an der Schließung und Reduzierung des Ruhrkessels beteiligt. Anschließend marschierte sie 240 Kilometer bis nach Nordhausen und kämpfte vom 14. bis zum 20. April 1945 im Harz. Am 21. April löste die 9. US-Infanterie Division die 3rd Armored Division bei Dessau an der Mulde ab und hielt diese Linie bis zur bedingungslosen Kapitulation.
Einsatzstatistik während des Zweiten Weltkriegs
- Gesamtverluste: 23.277
- Gefallene: 3.856
- Verwundete: 17.416
- Vermisste: 357
- in Gefangenschaft geraten: 908
- kriegsgefangene dt. Soldaten: 130.000

### Vietnamkrieg

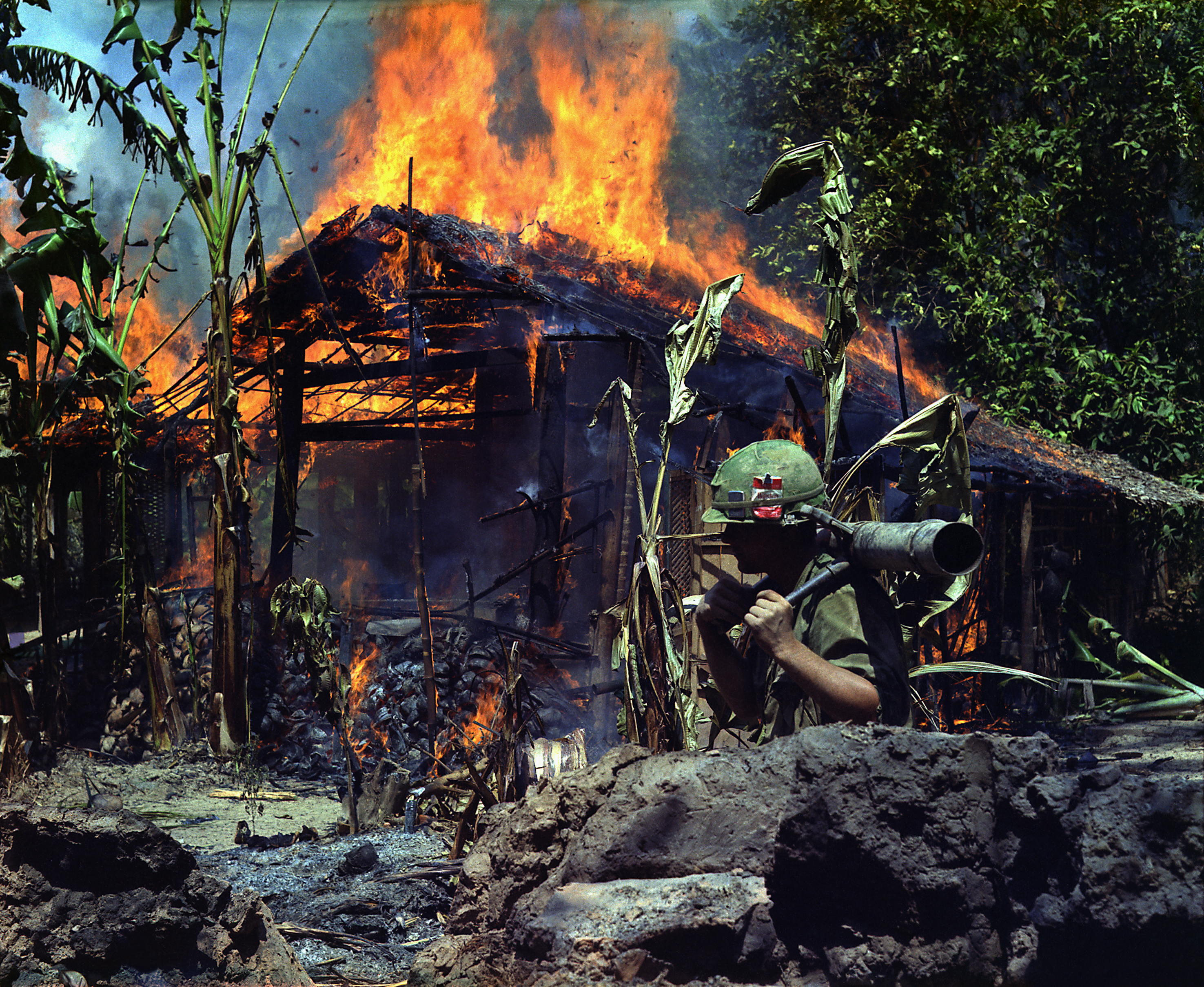
9th Infantry Division in Vietnam

Während des Vietnamkrieges war die 9th Infantry Division in Südvietnam eingesetzt. Sie war im Mekongdelta der Mobile Riverine Force und US-Navy Einheiten, der sogenannten „Brown Water Navy“, unterstellt. Die aus Fort Riley, Kansas verlegte Division erreichte Vietnam am 1. Februar 1966. Sie kämpften in der taktischen Zone des III. Korps in den Provinzen Dinh Tuong und Long An und nahmen vom 6. Januar bis 31. Mai 1967 an der Operation Palm Beach teil. Von 1967 bis 1972 operierte sie im Fluss- und Kanalsystem des Mekongs. Eine der größeren Operationen, von insgesamt 22 militärischen Unternehmungen, die in einer schwer unzugänglichen Zone, die als Hochburg des Vietcong bekannt war, durchgeführt wurden, war Operation Speedy Express von Dezember 1968 bis Mai 1969. Während dieser Operation kam es zu zahlreichen Feindkontakten und Scharmützeln mit dem Vietcong und der regulären nordvietnamesischen Armee. Der Auftrag der Division lautete, das Gebiet des Mekongdeltas zu sichern und gegen eine kommunistische Unterwanderung zu schützen. Dies gehörte zum südvietnamesischen Pazifierungsprogramm. Der Dienst im Mekongdelta wurde von ehemaligen Kriegsteilnehmern als Strapaze mit großer physischer Härte, einem heimtückisch kämpfenden Feind und einer lebensfeindlichen Umwelt beschrieben. Der Krieg im Mekongdelta wurde von beiden Seiten mit großer Verbissenheit geführt. Die 9th Infantry Division gab in den Statistiken eine besonders hohe Anzahl an „body counts“ an, wobei die Mehrzahl der Getöteten Zivilisten waren. Ihre ersten Teileinheiten verließen Südvietnam am 27. August 1969 in Richtung Hawaii und Fort Lewis, der letzte Truppelteil am 12. Oktober 1970.

### Kalter Krieg
Nach dem Vietnamkrieg wurde die 9th Infantry Division bis zu ihrer Außerdienststellung im Jahr 1992 in Fort Lewis, Washington, stationiert. Ab Mitte der 1980er Jahre diente sie als „High Technology Test Bed (HTTB)“, was zu einem Konzept der „mechanisierten Infanterie“ führte, um die Lücke zwischen einem leichten Infanterieverband und den gepanzerten Kräften zu schließen. Die Idee dahinter war, dass leichtere mobile Einheiten mit Transportflugzeugen schneller verlegt werden konnten als ein Panzerverband. Dies geschah im Hinblick auf eine mögliche Kriegsführung in der Wüste. Zusammen mit dem UKMF (UK Mobile Force) war die 9th Infantry Division im Krisenfall als Verstärkung im Bereich von LANDJUT in Norddeutschland und Dänemark vorgesehen. Im Jahr 1989 waren die Bataillone der mechanisierten Infanterie für den leichtbewaffneten Angriff („light attack“) mit leichten („light combined arms“) oder schweren („heavy combined arms“) verbundenen Waffen umgerüstet. Dazu gehörten Fahrzeuge wie der Humvee und das Fast Attack Vehicle (später in Desert Patrol Vehicle umbenannt), die u. a. in Fort Lewis entwickelt wurden. Diese Fahrzeuge waren mit Browning-M2-Maschinengewehren, 40-mm-Maschinengranatwerfer Mk 19 oder mit TOW-Panzerabwehrraketen ausgestattet. Damit sollten die Mot-Schützendivisionen des Warschauer Paktes bekämpft werden. Anfang der 1990er Jahre, nach dem Zerfall der Sowjetunion, wurde dieses Konzept obsolet. Der Einsatz der Gefechtsfahrzeuge sollte dann den speziellen Operationen vorbehalten sein und fanden bei den SEALS Verwendung. Die 9. US-Infanteriedivision testete die neue Militärdoktrin der mechanisierten Infanterie („motorized infantry doctrine“) im Yakima Firing Center, einem wüstenartigen Gelände im Bundesstaat Washington, in Fort Irwin, Kalifornien und in Südkorea. Gefechtsübungen ergaben, dass die neuen leichten Infanterieverbände gegenüber schwer gepanzerten Kräften und indirektem Artilleriefeuer sehr verwundbar waren. Gegen Ende des Kalten Krieges wurde die Außerdienststellung der Division beschlossen.

### Golfkrieg und Außerdienststellung
Zu Beginn des Golfkrieges von 1991 war eine Brigade bereits inaktiviert. Da immer noch Bedarf an schnell verlegbaren Einheiten bestand, wurde der Bestand der 3. Brigade noch eine Zeitlang aufrechterhalten. Die 3. Brigade wurde nicht mehr im Nahen Osten eingesetzt. Ihr Material und Personal diente der Aufstockung anderer Divisionen. Aus ihr entstand die 199th Light Infantry Brigade, welche dem I. Korps unterstellt war. Aus der 199. leichten Infanteriebrigade wurde später das 2nd Armored Cavalry Regiment (Light), welches in Fort Polk stationiert war. Während des Kriegseinsatzes der US Army bildete der noch bestehende Rest der 9. US-Infanteriedivision die Armeereserve und die Nationalgarde aus. Die Verbandsfahnen und Insignien der Division werden im National Infantry Museum in Fort Benning ausgestellt.

## Gliederung

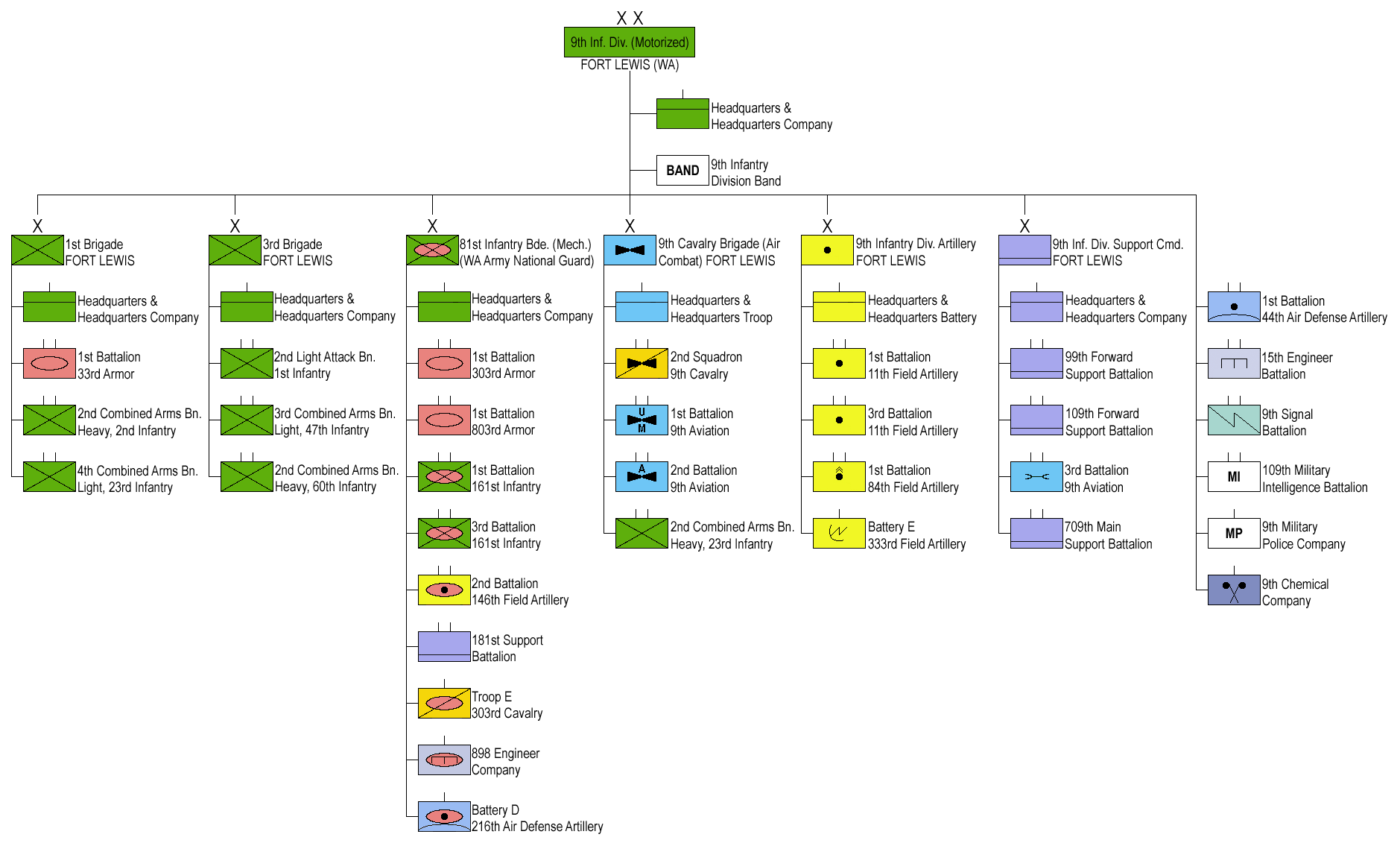
Divisionsgliederung 1989

- 39. US-Infanterie-Regiment „The Fighting Falcons“
- 47. US-Infanterie-Regiment „The Raiders“
- 60. US-Infanterie-Regiment „Go Devils“
- 9. Mechanisierte Aufklärungstruppe
- 15. Pionier Bataillon   15th Engineer Combat Battalion
- 9. Sanitätsbataillon
- 9. Divisionsartillerie
- 26. Feldartillerie-Bataillon (105-mm-Haubitzen)
- 60. Feldartillerie-Bataillon (105-mm-Haubitzen)
- 84. Feldartillerie-Bataillon (105-mm-Haubitzen)
- 34. Feldartillerie-Bataillon (155-mm-Haubitzen)
- Spezialtruppen
- 709. Instandsetzungskompanie
- 9. Quartiermeisterkompanie
- 9. Nachrichtenkompanie
- Militärpolizei-Zug
- Hauptquartier-Kompanie
- 9. ABC-Kompanie
- Kapelle

## Divisionskommandeure (1940–1967/69)
- Major General Jacob L. Devers (Oktober 1940 – Juli 1941)
- Major General Rene Edward De Russy Hoyle (August 1941 – Juli 1942)
- Major General Manton S. Eddy (August 1942 – August 1944)
- Major General Louis A. Craig (August 1944 – Mai 1945)
- Brigadier General Jesse A. Ladd (Mai 1945 – Februar 1946)
- Major General Horace L. McBride (März 1946 – 1947)
- Major General William W. Eagles (15. Juli 1947 – 26. April 1948)
- Major General A. Arnim White (April 1948 – Oktober 1949)
- Major General John M. Devine (Oktober 1949 – September 1950)
- Major General William Kelly Harrison (September 1950 – Februar 1952)
- Major General Roderick R. Allen (Februar 1952 – Juni 1952)
- Major General Homer W. Kiefer (Juni 1952 – Juli 1953)
- Major General Cornelius E. Ryan (Juli 1953 – Mai 1954)
- Major General Donald Prentice Booth (Mai 1954 – Juni 1956)
- Major General Halley G. Maddox (November 1954 – Juni 1956)
- Major General Harry P. Storke (Juni 1956 – September 1957)
- Brigadier General Joseph B. Crawford (September 1957 – März 1958)
- Major General Martin J. Morin (März 1958 – April 1959)
- Brigadier General Richard A. Risden (April 1959 – März 1960)
- Colonel Charles L. Heltman Jr. (März 1960 – Mai 1960)
- Brigadier General Ashton H. Manhart (Mai 1960 – Februar 1962)
- Major General George S. Eckhardt (Februar 1962 – Februar 1966)
- Major General George G. O’Connor (Februar 1966 – Juni 1967)

- Major General Harris W. Hollis (1969)